# Brighton International 1997 - Qualificazioni doppio
Le qualificazioni del doppio  del Brighton International 1997 sono state un torneo di tennis preliminare per accedere alla fase finale della manifestazione. I vincitori dell'ultimo turno sono entrati di diritto nel tabellone principale. In caso di ritiro di uno o più giocatori aventi diritto a questi sono subentrati i lucky loser, ossia i giocatori che hanno perso nell'ultimo turno ma che avevano una classifica più alta rispetto agli altri partecipanti che avevano comunque perso nel turno finale.
Le qualificazioni del doppio del torneo Brighton International 1997 prevedevano 4 coppie partecipanti di cui una è entrata nel tabellone principale.

## Teste di serie
1. Jose Frontera /  Davide Scala (primo turno)

1. Oren Motevassel /  Mark Nielsen (ultimo turno)

## Qualificati
1. Martijn Bok  /   Dirk Dier

## Tabellone

### Legenda
| - Q = Qualificato - WC = Wild card - LL = Lucky loser | - ALT = Alternate - SE = Special Exempt - PR = Protected Ranking | - w/o = Walkover - r = Ritirato - d = Squalificato |

|  | Primo turno | Primo turno                  | Primo turno                  | Primo turno                  | Primo turno |  |  | Ultimo turno | Ultimo turno                 | Ultimo turno                 | Ultimo turno                 | Ultimo turno |  |
|  |             |                              |                              |                              |             |  |  |              |                              |                              |                              |              |  |
|  |             | Martijn Bok Dirk Dier        | Martijn Bok Dirk Dier        | 6                            | 6           |  |  |              |                              |                              |                              |              |  |
|  | 1           | Jose Frontera Davide Scala   | Jose Frontera Davide Scala   | 1                            | 2           |  |  |              | Martijn Bok Dirk Dier        | Martijn Bok Dirk Dier        | Martijn Bok Dirk Dier        | W-O          |  |
|  | 2           | Oren Motevassel Mark Nielsen | Oren Motevassel Mark Nielsen | Oren Motevassel Mark Nielsen | W-O         |  |  | 2            | Oren Motevassel Mark Nielsen | Oren Motevassel Mark Nielsen | Oren Motevassel Mark Nielsen |              |  |
|  |             | James Fox Nick Gould         |                              |                              |             |  |  |              |                              |                              |                              |              |  |